# Xã Grant, Quận Gage, Nebraska
Xã Grant (tiếng Anh: Grant Township) là một xã thuộc quận Gage, tiểu bang Nebraska, Hoa Kỳ. Năm 2010, dân số của xã này là 185 người.